# Montpalau (linaje)
Los Montpalau, Monpalau o Mompalau, caballeros, señores, virreyes y alcaldes, fueron un linaje noble de Cataluña, de las islas Baleares, del reino de Valencia y de la isla de Cerdeña. Varios componentes del mismo participaron en la conquista de Mallorca. Una parte del linaje se estableció en el reino de Valencia al menos desde el siglo XIV. Según Gaspar Escolano, dos Montpalau valencianos fueron jurados de la ciudad de Valencia en el siglo XIV, y otro posterior sirvió con el rey Joan II de Aragón; parecen más relevantes, sin embargo, Serafín de Montpalau, quien participó en el asedio de Túnez en 1535, y Francesc de Montpalau, perteneciente a la orden militar de San Juan, quien se distinguió en Vélez de la Gomera (1564), y el año siguiente en Malta, donde murió luchando contra los turcos.

## Miembros destacados
- Guillermo de Montpalau y su hijo Ferrer, castellanos de Ibiza. (siglo XIII).
- Julià de Monpalau, veguer real, ejerció como sustituto del virrey de Cerdeña en ausencia de este en 1411.
- Galcerán de Montpalau, servidor de Ausiàs March en 1424.
- Berenguer de Montpalau, diputado de la Generalidad de Cataluña en 1453.[3]
- Beatriu de Montpalau, que se casó con Joan de Escrivà, embajador real en Cerdeña hacia finales del siglo XV.
- Joan de Montpalau, dio palabra para casarse con Damiata Martorell, hermana de Joanot Martorell.
- Gaspar Benet de Montpalau.
- Enric de Montpalau y Gil de Estrada, capitán de Iglesias en el 1513.
- Francesc de Montpalau y Solanell, abad de Bañolas, monje de Ripoll y embajador de la Generalidad en París.[4]
- Francesc de Montpalau († 1565) valenciano, caballero de la Orden de San Juan de Jerusalén.[2]
- Baltasar de Montpalau y Ferrer (Valencia 1578? - 1638) caballero de Calatrava, I conde de Gestalgar.[5]